# Burgstädt
Burgstädt – miasto w Niemczech, w kraju związkowym Saksonia, w okręgu administracyjnym Chemnitz, w powiecie Mittelsachsen, siedziba wspólnoty administracyjnej Burgstädt. W 2009 liczyło 11 634 mieszkańców.

## Współpraca
Miejscowości partnerskie:
- Ahnatal, Hesja
- Kressbronn am Bodensee, Badenia-Wirtembergia
- Pári, Węgry